# Liste von Clowns

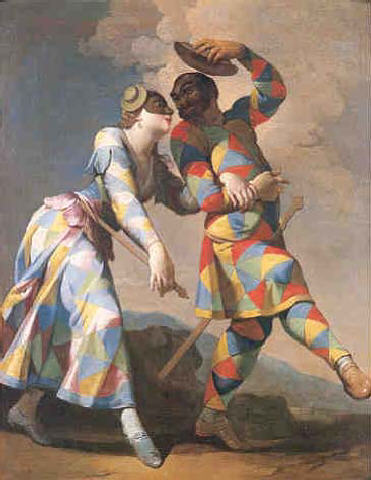
Harlekin und Colombina von Giovanni Domenico Ferretti

Clowns sind komische Darsteller, die üblicherweise durch groteske Auftritte charakterisiert werden können. Diese Auswahl listet einige der bekanntesten Vertreter auf.

## Bekannte Clowns
- Alfredo Smaldini (1919–2010)
- Andreff (Jean Andreff; 1919–1976)
- Ball-Ricco (R. Meininger; 1925–2009)
- Bassie (Bas van Toor; 1935)
- Beatocello (Beat Richner; 1947–2018)
- Bello (Bello Nock; * 1968)
- Bip (Marcel Marceau; 1923–2007)
- Buffo (Howard Buten; 1950–2025)
- Carequinha (George Savalla Gomes; 1915–2006)
- Carl Godlewski (1862–1949)
- Charlie Cairoli (1910–1980)
- Charlie Rivel (Josep Andreu i Lasserre; 1896–1983)
- Clemil (Clement de Wroblewsky; * 1943)
- Clown Ferdinand (Jiří Vršťala; 1920–1999)
- Coco (Michael Polakov; 1923–2009)
- David Larible (* 1957)
- Dimitri (Jakob Dimitri; 1935–2016)
- Enrico (Heinz Zuber; * 1941)
- Eugen Rosai (1885–1956)
- Francesco Caroli (1922–2004)
- Frieder Nögge (Ekkehard Scheuthle; 1955–2001)
- Frosty (Glen Little; 1925–2010)
- Fumagalli (Natalino Gianni Huesca; * 1956)
- Gaston (Gaston Häni; 1951–2023)
- Gensi (Fulgenci Mestres; * 1965)
- George Carl (1916–2000)
- Grock (Adrian Wettach; 1880–1959)
- Habakuk (Arminio Rothstein; 1927–1994)
- Herman van Veen (* 1945)
- Jango Edwards (1950–2023)
- Jean-Baptiste Auriol (1806–1881)
- Joseph Grimaldi (1778–1837)
- Karandasch (Michail Nikolajewitsch Rumjanzew; 1901–1983)
- Leo Bassi (* 1952)
- Lou Jacobs (1903–1992)
- NUK (Georg Spillner; 1908–1998)
- Oleg Popow (1930–2016)
- Patch Adams (Hunter Adams; * 1945)
- Peter Shub (* 1957)
- Pic (Richard Hirzel; * 1949)
- Pio Nock (1921–1998)
- Poppo (Siegfried Krische; * 1963)
- René Bazinet (* 1955), deutsch-kanadischer Clown
- Los Rudi Llata (1930–1970), spanische Clowntruppe
- Spidi (Peter Wetzel; 1966–2018)
- Walter Galetti (1931–2020)
- Juri Nikulin (1921–1997)
- Zippo (Bernhard Paul; * 1947)

## Bekannte weibliche Clowns
- Antoschka (Jekaterina Moschajewa) (* 1954)
- Annie Fratellini (1932–1997)
- Gardi Hutter (* 1953)
- Nola Rae
- Lila Monti
- Laura Herts
- Pepa Plana

## Bekannte Clowngruppen
- Carlo e Albero Colombaioni
- Die Chicky’s
- Duo Grigorescu
- Los Rudi Llata comp.
- Illi und Olli (Illi Szekers und Oliver Hauenstein)
- Albert, François und Paul Fratellini

## Fiktive Clownfiguren
- Hans Schnier, Protagonist aus Heinrich Bölls Ansichten eines Clowns
- Joker (Comicfigur) in Batman; ein Clown als Bösewicht
- Koko der Clown, Zeichentrickfigur von Max Fleischer
- Krusty, Clown aus der Zeichentrick-Serie Die Simpsons
- Pennywise aus den Es-Romanverfilmungen Stephen Kings Es und Es; ein weiterer Clown als Bösewicht
- Pooter-the-Clown, ein betrunkener Geburtstagsclown aus dem Film Allein mit Onkel Buck.
- Ronald McDonald, Werbefigur von McDonald’s
- Die dumme Augustine, Kinderbuchfigur von Otfried Preußler